# Atrilinea macrops
Atrilinea macrops är en fiskart som först beskrevs av Lin, 1931.  Atrilinea macrops ingår i släktet Atrilinea och familjen karpfiskar. Inga underarter finns listade.